# Kellie Greene
Kellie Greene (* 14. August 1934 in Janesville, Wisconsin als Lorraine Bobert; † 13. Juli 2009 in Palm Springs, Kalifornien) war eine US-amerikanische Jazz-Pianistin, Arrangeurin und Komponistin. Ihre größten Erfolge erzielte sie in den 1960er Jahren.

## Karriere
Kellie Greene hatte mit 14 Jahren ihre ersten bezahlten Auftritte als Pianistin. 1952 besuchte sie die Berkley School of Music in Boston. Ihre ersten Engagements erfolgten in den 1940er Jahren bei Freddie Shaffer and the Victory Sweethearts und bei der Joy Cayler All-Girl Band. Für Joy Cayler arbeitete sie als Arrangeurin und begleitete deren Orchester während einer Tournee durch die US-Stützpunkte in Asien. Sie verließ die Frauen Big Band in den 1950er Jahren, um mit einem eigenen Jazz-Trio, den Playgirls, die Westküste zu bereisen. Mit einer neuen Formation, dem Kellie Greene Trio, spielte sie ab 1960 drei Jahre in Clubs und Hotels auf Hawaii. Mit und für Frank Sinatra ging sie einige Monate in dessen Cal Neva Resort & Casino am Ufer des Lake Tahoe auf die Bühne. Danach folgte ein Engagement bei Ray Anthony. In dessen gleichnamiger Fernsehshow trat sie 1963 regelmäßig als Pianistin und Vibraphonistin auf. Zu sehen und zu hören war sie zwischen 1950 und 1970 auch in vielen anderen TV-Shows wie in denen von Spade Cooley, Merv Griffin, Mike Douglas, Johnny Carson, Steve Allen, Henry Morgan, Dinah Shore und in dem Format Talent Scouts. Mit dem 20th Century Fox Orchestra spielte sie 1964 den erfolgreichen Titel Madrigal aus dem Film The Chalk Garden ein.  
1976 hatte sie die musikalische Leitung der Harrison and Tyler Variety Show, die letztlich aber nicht gekauft wurde. Ab den 1970er Jahren lebte sie von Gigs in Clubs und Hotels.  
Rückblickend auf ihre Karriere äußerte sich Greene gegenüber der Presse selbstkritisch: „Ich wollte einfach nur Jazz-Musikerin sein (...) Berühmt zu werden hat mir nichts bedeutet, ich wollte mehr über Musik lernen.“ Dennoch hat sie es bereut, diese zahlreichen Kontakte nicht zu ihrem Vorteil genutzt zu haben, damit sie mehr Jazz-Musiker hätte unterstützen können als es ihr zu der Zeit möglich war, „denn wenn du berühmt bist, schenken dir die Leute mehr Aufmerksamkeit.“ Selbstironisch und eher eine Selbstauskunft ist ihr Ratschlag für angehende Jazz-Musiker: „Das beste ist, du kommst aus einer wohlhabenden Familie, dann ist Geld nicht so wichtig, denn kein Jazz-Musiker hat es je zu richtig Geld gebracht. Wenn du also deinen Träumen folgst, dann sollte Geld nicht wichtig sein.“
Laut Variety sei Greene für weitaus mehr als nur ihr fantastisches und raffiniertes Spiel am Klavier zu feiern. Sie könne darüber hinaus eine Band leiten, ungewöhnlich einnehmende Arrangements weben und sehr unterhaltsame Stücke komponieren.   

## Diskografie
- 1964: Madrigal / Foggy Day (20th Century-Fox 492 und Stateside SS 303)
- 1966: No Moon At All / Move On (20th Century-Fox 637)
- 1969: Classical Blues / Liebestraum (Dot 45-17274)
- 1969: Kellie Greene – Color Her Classic, Color Her Jazz, Color Her Kellie Greene (Dot DLP 25941) und identisch:
- 1970: The Classic Jazz Of Kellie Greene (RGE USLP 6243)